# Haizer
Haizer là một đô thị thuộc tỉnh Bouira, Algérie. Dân số thời điểm năm 2002 là 15.388 người.